# ميخائيل دوفي (سياسي)
ميخائيل دوفي (بالإنجليزية: Michael Duffy)‏ هو كاتب عدل ‏ وسياسي أسترالي، ولد في 2 مارس 1938 في ميلدورا في أستراليا. حزبياً، نشط في حزب العمال الأسترالي. وقد انتخب عضو مجلس النواب الأسترالي عن دائرة Division of Holt ‏ (18 أكتوبر 1980 – 21 يناير 1996).